# Hollywood Freaks
Hollywood Freaks är en låt av Beck. Låten återfinns på albumet Midnite Vultures, släppt den 23 november 1999.  
Låten är starkt influerad av hiphop. Frasen som Beck skriker genom låten är "He my nun!". Beck hörde frasen när han lyssnade på rapparen Ice Cube på en buss. Han använde frasen därför att hans band tyckte att det var hysteriskt roligt.
Beck har spelat "Hollywood Freaks" live 95 gånger. Han spelade låten för första gången live den 2 juni 1998, över ett år innan låten kom med på Midnite Vultures den 23 november 1999.
Från 1998 till 2007 spelade Beck låten live minst en gång per år. Från 2008 till 2017 spelade han dock bara "Hollywood Freaks" 2 gånger, en gång 2009 och en gång 2014. Beck spelade den live igen den 29 april 2018. Det här året har han spelat den live sju gånger totalt.